# 汤池镇 (齐齐哈尔市)
汤池镇，是中华人民共和国黑龙江省齐齐哈尔市泰来县下辖的一个镇。
2013年8月7日，黑龙江省民政厅批复同意将泰来县汤池镇划归齐齐哈尔市昂昂溪区管辖。

## 行政区划
汤池镇下辖以下地区：
街道社区、合兴村、达佰岱村、汤池村、乌诺村、四间房村和佰大街村。